# Kombolān
Kombolān (persiska: کمبلان) är en ort i Iran.   Den ligger i provinsen Khorasan, i den nordöstra delen av landet, 700 km öster om huvudstaden Teheran. Kombolān ligger 1 159 meter över havet och antalet invånare är 320.
Terrängen runt Kombolān är platt. Runt Kombolān är det ganska glesbefolkat, med 35 invånare per kvadratkilometer. Närmaste större samhälle är Chenārān, 2,8 km söder om Kombolān. Trakten runt Kombolān består till största delen av jordbruksmark.